# Nunatak Otdalënnyj
Der Nunatak Otdalënnyj (Transliteration von russisch Нунатак Отдалённый Nunatak Otdaljonny, deutsch ‚Entlegener Nunatak‘) ist ein Nunatak im ostantarktischen Coatsland. Er ragt südwestlich der Whichaway-Nunatakker auf.
Russische Wissenschaftler benannten ihn.